# Burg im Dannsee

Lageplan der Burg

Die Burg im Dannsee war die Burg des auch als „Isern Hinnerk“ bekannten, aus Horneburg stammenden Raubritters Heinrich von Borch. Die Burg wurde noch vor ihrer Fertigstellung im Zuge von Kampfhandlungen völlig zerstört.

## Lage
Die Inselburg im Dannsee befand sich auf einer Insel des im Beckdorfer Moor gelegenen Dannsees (auch: Dannensee). Der Dannsee war ein Moorsee nahe den Dörfern Revenahe-Kammerbusch in der Gemarkung Beckdorf. Aufgrund der Moorentwässerung im 19. Jahrhundert fiel der See zunächst nur in den Sommermonaten, später ganz trocken.

## Geschichte
Während seiner Zeit als Vogt in Vörde, 1307 bis 1310, begann Heinrich von Borch mit dem Bau der Burg im Dannsee. Als er Vörde 1310 verlassen musste, war die Burg wahrscheinlich noch nicht völlig fertiggestellt. Um die Fertigstellung zu finanzieren, zog Heinrich von Borch zu Raubzügen aus. Nachdem sich diese ausweiteten, wurde er im Winter 1311 von einer Koalition des Erzbischofs von Bremen, des Bischofs von Verden und des Herzogs von Lüneburg auf seiner Burg angegriffen.
Zunächst konnten sich die Verteidiger durch das Offenhalten des Sees schützen. Die Belagerer stellten jedoch zwei Bliden auf, die eine etwa 200 Meter von der Burg entfernt am Rand des Revenaher Moores, die andere vermutlich auf der Südseite des Sees, etwa 100 Meter von der Burg entfernt. Spuren weisen darauf hin, dass sich innerhalb der Burg ebenfalls eine Wurfmaschine befand, die sich mit dem südlich postierten Geschütz ein Duell geliefert haben muss. Insgesamt wurden wohl über 1000 Steingeschosse abgefeuert, von denen über 800 nachgewiesen werden konnten. Außerdem weisen Brandspuren darauf hin, dass auch Brandgeschosse zum Einsatz kamen. Dem dauerhaften Bombardement konnte die Burg nicht lange standhalten. Die Verteidiger gaben die zerstörte Burg nach einigen Tagen auf und konnten über eine den Angreifern unbekannte Untiefe des Sees im Schutz der Dunkelheit auf die Burg Horneburg entkommen.
1859 haben erste Grabungen am inzwischen verlandeten See stattgefunden, bei denen die Burgfundamente, ein Backofen und Palisadenreste freigelegt wurden. Es wurden auch Holzkähne gefunden, die aber nicht erhalten blieben. Die Geschosskugeln, von denen man immer wieder welche fand, sind meist im Straßenbau verwendet worden.
Um 1970 wurde der noch vorhandene Schuttberg abgefahren und die letzten sichtbaren Überreste verschwanden.
1976 wurden fünf der als Wurfgeschoss benutzten Steinkugeln ausgegraben, die heute in den Museen in Stade und Buxtehude ausgestellt sind.
2003 untersuchte die archäologische Denkmalpflege des Landkreises Stade den Burgplatz. Dabei konnten die Fundamente der Burggebäude und Reste der Brücke freigelegt werden. Nach Abschluss der Arbeiten wurde die Grabungsstelle wieder abgedeckt.

## Anlage
Die Anlage der Burg stellt eine typische Niederungsburg dar und wurde durch das umgebende Moor und den See geschützt. Der Zugang zum Dannsee erfolgte von Revenaher Seite aus über einen Knüppeldamm, von dem von Bauern immer wieder Reste gefunden wurden. Über Revenahe war der Zugang zu wichtigen Fernwegen und zur Horneburg gegeben. Auch von Beckdorf aus gab es durch das Moor einen Zugang zum See. Beide Wege trafen sich am Südufer des Dannsees an einer etwa 35 Meter langen Holzbrücke, die den eigentlichen Zugang zur Burg darstellte. Die 55 × 35 Meter große Burg war von einer umlaufenden Holzpalisade mit Wehrgang umgeben, innerhalb der sich die Burggebäude befanden. Die Brücke endete an einem 9 × 9 Meter großen Torhaus, das vermutlich auch als Hauptgebäude der Burg diente. Direkt daneben befand sich ein weiteres 9 × 7 Meter großes Gebäude. Beide waren massive, aus mit Backsteinen ausgemauerten Fachwerk errichtete Gebäude, die mit Ziegeldächern versehen waren. Innerhalb der 55 × 35 m großen Burg befanden sich außerdem noch einige Nebengebäude aus Holz, vermutlich Werkstätten und Stallungen.

## Heutige Nutzung
Nachdem die Gemeinde Beckdorf 2001 das Grundstück aufgekauft hatte, konnte der Burgplatz öffentlich zugänglich gemacht werden. Nach den Ausgrabungen 2003 ist der Burgplatz neu gestaltet worden. Steine markieren nun die Umrisse der Burggebäude, die Brücke wurde mit Pfählen markiert. Der Verlauf des Palisadenzauns wurde mit einer Hecke bepflanzt. Eine neben der Grabungsstätte aufgestellte Tafel zeigt eine Übersicht über die Anlage der Burg.
Der Burgplatz befindet sich, etwas abseits, an der Straße zwischen Beckdorf und Wiegersen. Von Beckdorf aus ist der Weg ausgeschildert. Im Beckdorfer Beekhoff ist außerdem ein Diorama der Burg und der Nachbau einer Blide zu besichtigen.